# Nemertesia simplex
Nemertesia simplex is een hydroïdpoliep uit de familie Plumulariidae. De poliep komt uit het geslacht Nemertesia. Nemertesia simplex werd in 1877 voor het eerst wetenschappelijk beschreven door Allman. 